# San Francisco Telixtlahuaca
San Francisco Telixtlahuaca là một đô thị thuộc bang Oaxaca, México. Năm 2005, dân số của đô thị này là 10278 người.